# Rami Anis
Rami Anis (Alepo, 18 de marzo de 1991) es un nadador sirio, residente en Gante, Bélgica.

## Biografía
Debido a la guerra civil siria, sus padres lo enviaron junto con su hermano (quien estudiaba idioma turco) a Estambul, Turquía, inicialmente por pocos meses. Luego llegó en bote a la isla de Samos (Grecia) y después se trasladó a Bélgica, donde le concedieron asilo en diciembre de 2015.

## Carrera deportiva
Continuó la carrera de su tío Majad, que también representó a su país como nadador. Después de entrenar como atleta competitivo en Siria desde la edad de 14 años, se entrenó en Turquía en el equipo de natación del Galatasaray S.K, pero debido a que no tenía nacionalidad turca, no tenía perspectivas de participar en competiciones oficiales. En Bélgica, se unió al Royal Ghent Swimming Club en Gante, donde desde entonces ha sido entrenado por la ex nadadora olímpica Carine Verbauwen.

### Río de Janeiro 2016
Representó al Equipo Olímpico de Atletas Refugiados, que compitió bajo la bandera olímpica en los Juegos Olímpicos de Río de Janeiro 2016 (Brasil). Compitió en los eventos de 100 metros libre masculino (donde finalizó en el puesto 56) y en el 100 metros estilo mariposa masculina (donde finalizó en el 40° lugar).